# لي جون لي
لي جون لي (بالإنجليزية: Li Jun Li)‏ هي ممثلة أمريكية، ولدت في 6 نوفمبر 1983 بشانغهاي في الصين.

## وصلات خارجية
- لي جون لي على موقع IMDb (الإنجليزية)
- لي جون لي على موقع ميتاكريتيك (الإنجليزية)
- لي جون لي على موقع روتن توميتوز (الإنجليزية)
- لي جون لي على موقع ألو سيني (الفرنسية)
- لي جون لي على موقع ميوزك برينز (الإنجليزية)
- لي جون لي على موقع أول موفي (الإنجليزية)
- لي جون لي على موقع قاعدة بيانات برودواي على الإنترنت (الإنجليزية)
- لي جون لي على موقع قاعدة بيانات الفيلم (الإنجليزية)